# توماس مارس
توماس مارس (بالفرنسية: Thomas Mars)‏ هو مغني فرنسي، ولد في 15 أبريل 1976 في فرساي في فرنسا.

## وصلات خارجية
- توماس مارس على موقع IMDb (الإنجليزية)
- توماس مارس على موقع IMDb (الإنجليزية)
- توماس مارس على موقع ميوزك برينز (الإنجليزية)
- توماس مارس على موقع ميوزك برينز (الإنجليزية)
- توماس مارس على موقع ميوزك برينز (الإنجليزية)
- توماس مارس على موقع أول ميوزيك (الإنجليزية)
- توماس مارس على موقع أول ميوزيك (الإنجليزية)
- توماس مارس على موقع أول ميوزيك (الإنجليزية)
- توماس مارس على موقع ديسكوغز (الإنجليزية)
- توماس مارس على موقع ديسكوغز (الإنجليزية)